# District de Baglung
Le district de Baglung (en népalais : वाग्लुङ जिल्ला) est l'un des 77 districts du Népal. Il est rattaché à la province de Gandaki et son chef-lieu est Baglung. La population du district s'élevait à 260 107 habitants en 2011.

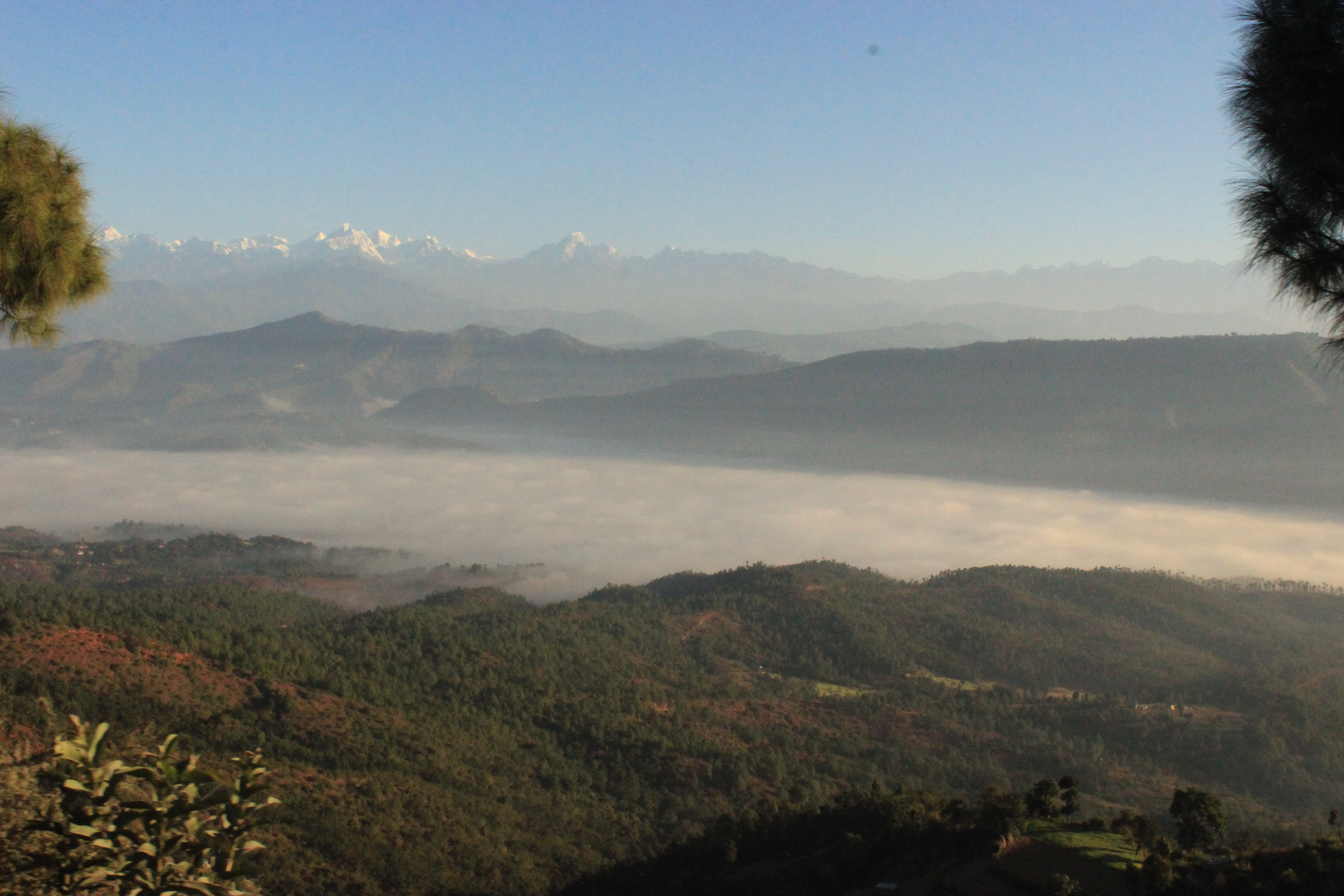
Himalaya depuis Bhakunde

## Histoire
Il faisait partie de la zone de Dhawalagiri et de la région de développement Ouest jusqu'à la réorganisation administrative de 2015 où elles ont disparu.

## Subdivisions administratives
Le district de Baglung est subdivisé en 10 unités de niveau inférieur, dont 4 municipalités et 6 gaunpalika ou municipalités rurales.
| #  | Nom        | Nom en népalais | Type         | Population (2011) | Superficie (km2) |
| -- | ---------- | --------------- | ------------ | ----------------- | ---------------- |
| 1  | Baglung    | बाग्लुङ            | municipalité | 57 823            | 98,01            |
| 2  | Galkot     | गल्कोट            | municipalité | 33 097            | 194,39           |
| 3  | Jaimini    | जैमिनी             | municipalité | 31 430            | 118,71           |
| 4  | Dhorpatan  | ढोरपाटन           | municipalité | 26 215            | 222,85           |
| 5  | Wareng     | वरेङ             | gaunpalika   | 14 492            | 75,28            |
| 6  | Kathekhola | काठेखोला            | gaunpalika   | 22 865            | 82,88            |
| 7  | Tamankhola | तमानखोला           | gaunpalika   | 10 659            | 178,02           |
| 8  | Tarakhola  | ताराखोला            | gaunpalika   | 12 009            | 129,53           |
| 9  | Nisikhola  | निसीखोला            | gaunpalika   | 20 611            | 244,37           |
| 10 | Wadigad    | वडिगाड            | gaunpalika   | 30 906            | 178,68           |